# 26. deželnostrelska divizija (Avstro-Ogrska)
26. deželnostrelska divizija (izvirno nemško 26. Landwehr/Schützen-Division) je bila pehotna divizija avstro-ogrske kopenske vojske, ki je bila aktivna med prvo svetovno vojno.

## Zgodovina
Aprila 1917 je bila divizija preimenovana iz 26. Landwehr-Division (26. domobranska divizija) v 26. Landschützen-Division (26. deželnostrelska divizija).

## Organizacija
Maj 1941
- 51. domobranska pehotna brigada
- 52. domobranska pehotna brigada
- 26. domobranski poljskohavbični divizion
- 26. domobranski poljskotopniški divizion

## Poveljstvo
Poveljniki (Kommandanten)
- Johann von Friedel: avgust 1914
- Karl Křitek: avgust - september 1914
- Emil Lischka: septemebr 1914 - julij 1916
- Heinrich Wieden von Alpenbach: julij 1916 - marec 1917
- Anton Klein: marec 1917 - maj 1918
- Alois Podhajsky: maj - november 1918